# Eropeplus canus
Eropeplus canus (Miller & Hollister, 1921) è l'unica specie del genere Eropeplus (Miller & Hollister, 1921), endemico di Sulawesi.

## Descrizione

### Dimensioni
Roditore di medie dimensioni, con lunghezza del corpo tra 229 e 255 mm e la lunghezza della coda tra 258 e 305 mm, la lunghezza del piede tra 44 e 49 mm, la lunghezza delle orecchie tra 27 e 31 mm e un peso fino a 315 g.

### Caratteristiche craniche e dentarie
Il cranio ha un rostro lungo e un palato stretto, con i fori palatali relativamente lunghi. La costrizione inter-orbitale è considerevole. Le creste sopra-orbitali sono ben sviluppate. La bolla timpanica è di dimensioni moderate e scarsamente rigonfia. I molari sono ipsodonti, ovvero con una corona alta.
Sono caratterizzati dalla seguente formula dentaria:

### Aspetto
La pelliccia è setosa, cosparsa di lunghi peli nerastri con la punta giallastra, abbondanti specialmente nella parte posteriore. Il colore del dorso è grigio-brunastro, mentre le parti ventrali sono grigio chiaro. I piedi sono finemente ricoperti di corti peli nerastri. Le vibrisse sono nere. La coda è più lunga della testa e del corpo ed ha la parte terminale bianca. Le femmine hanno due paia di mammelle inguinali.

## Biologia

### Comportamento
È una specie arboricola e notturna.

### Alimentazione
Si nutre di frutta, felci, foglie e insetti.

### Riproduzione
Danno alla luce un piccolo alla volta.

## Distribuzione e habitat
Questa specie è endemica della zona centrale dell'isola di Sulawesi.
Vive nelle foreste pluviali tropicali montane tra i 1.800 e 2.300 metri di altitudine.

## Conservazione
La IUCN Red List, considerato l'areale ristretto e la perdita continua del proprio habitat, classifica E.canus come specie vulnerabile (VU).